# 巨宝庄水库
巨宝庄水库是中国内蒙古自治区乌兰察布市丰镇市巨宝庄镇境内的一座水库，位于黑河上，建于1958年。水库正常库容为420万立方米，集雨面积为181平方千米，海拔为1251.6米。